# 2026年歐洲歌唱大賽
2026年歐洲歌唱大賽將是第70屆歐洲歌唱大賽。在JJ於前一年以歌曲〈浪費的愛〉為奧地利奪冠後，本屆大賽將由歐洲廣播聯盟（EBU）和奧地利廣播集團（ORF）主辦。

## 暫定參賽國家
有資格參加歐洲歌唱大賽的國家廣播公司必須擁有EBU正式會員資格，並且能夠通過欧洲电视网轉播比賽。EBU向所有正式會員發出了參加大賽的邀請。
以下是截止2024年5月，確認將參加2026年大賽的國家：
| 國家   | 歌手              | 歌曲              | 語言              | 註          |
| ------ | ----------------- | ----------------- | ----------------- | ----------- |
| 奥地利 |                   |                   |                   | [ 2 ]       |
| 比利时 |                   |                   |                   | [ 3 ]       |
| 芬兰   | 2026年2月28日待定 | 2026年2月28日待定 | 2026年2月28日待定 | [ 4 ] [ 5 ] |
| 德国   |                   |                   |                   | [ 6 ] [ 7 ] |
| 荷蘭   |                   |                   |                   | [ 8 ] [ 9 ] |

### 其他國家
- 安道尔 – 2025年2月，有報導稱加泰罗尼亚电视台旗下頻道TV3正在與安道尔广播电视台（RTVA）討論合作參加2026年大賽的可能，並將計畫使用音樂選秀節目《Eufòria（英语：Eufòria）》來選出安道爾的參賽人選，但是否參賽仍有待官方確認。[10][11]安道爾最近一次參賽是2009年。
- – 特别广播服务公司（SBS）於2025年2月開始透過電子郵件徵詢有意願參加2026年大賽的音樂家和詞曲作家們，但是否參賽仍有待官方確認。[12]
- 蒙特內哥羅 – 2024年10月31日，蒙特內哥羅廣播電視台（RTCG）報導稱2025年大賽國家選拔賽《蒙特之歌》（Montesong）舉辦者之一的丹尼爾·阿里巴比奇（Danijel Alibabić）計劃於次年再次舉辦國家選拔賽，但是否參賽仍有待官方確認。[13]
- 塞爾維亞 – 2024年7月18日，塞爾維亞廣播電視台（RTS）公佈了2025年國家選拔賽《2025年（英语：Pesma za Evroviziju '25）一首歌獻給歐洲歌唱大賽（英语：Pesma za Evroviziju）》（PzE '25）的規則，其中有一條規則提到PzE '26贏家（即塞爾維亞2026年歐洲歌唱大賽的參賽代表）的獎盃必須由PzE '25贏家頒發。[14][15]塞爾維亞尚未確認參加2026年大賽。
- 斯洛維尼亞 – 2024年3月9日，斯洛維尼亞廣播電視台（RTVSLO）編輯馬力歐·加盧尼奇起草了一份文件，其中的要點之一是計劃從2025年到2028年重新透過國家選拔賽《EMA》選出斯洛維尼亞參加歐洲歌唱大賽的參賽作品，而EMA確實於2025年舉行。[16][17]斯洛維尼亞尚未確認參加2026年大賽。
- 西班牙 – 2025年2月25日，西班牙廣播電視公司（RTVE）主席宣布將續簽與貝尼多姆市議會和瓦倫西亞政府達成的合約，以舉辦2026年貝尼多姆音樂節（英语：Benidorm Fest）（即西班牙的國家選拔賽）。西班牙尚未確認參加2026年大賽。
- 英国 – 2024年8月9日，英国广播公司（BBC）宣布BBC工作室中標，並將到2028年止為英國負責處理歐洲歌唱大賽事務。[18]英國尚未確認參加2026年大賽。

## 外部連結
- 官方网站